# 후아이나푸티나산

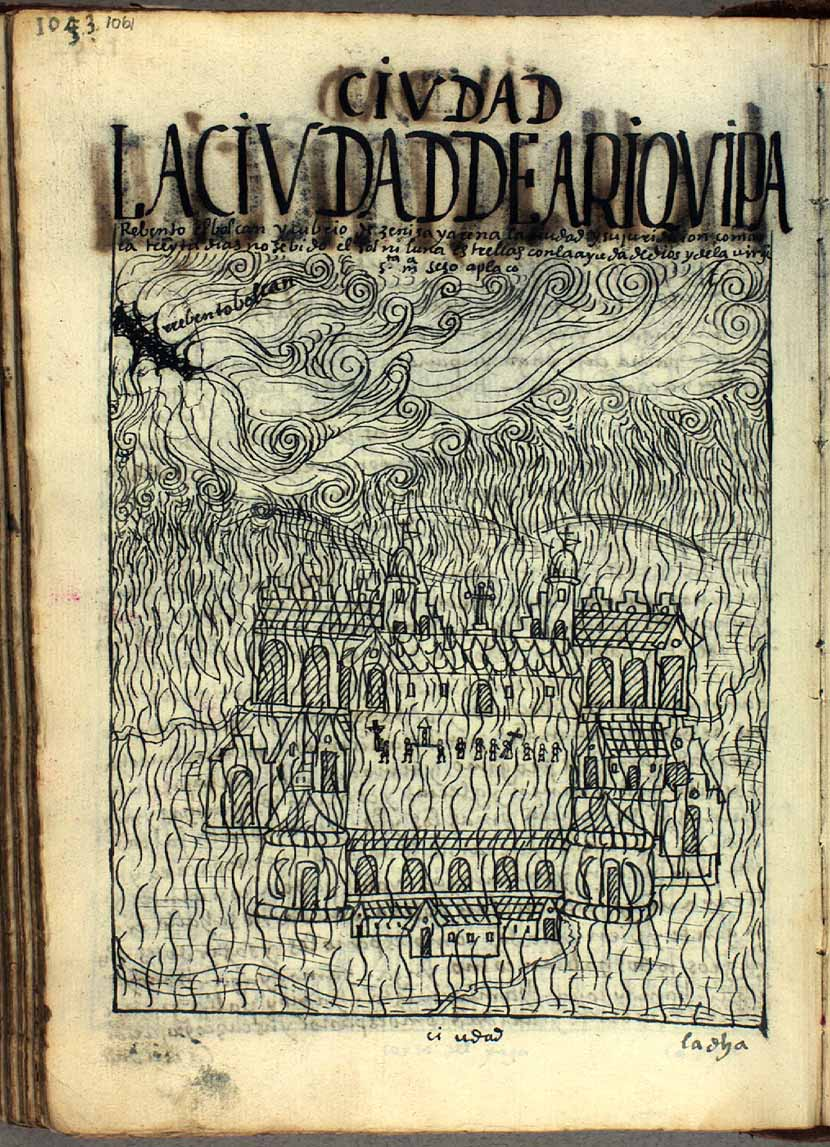
1600년 대분화 때 아르퀴파 시에 화산재가 떨어지는 모습

후아이나푸티나산(Huaynaputina/허아이나퍼티나)은 페루 남부에 있는 화산이다. 후아이나푸티나는 스페인어로 '어린 화산'을 뜻한다. 이 화산은 과거 1600년의 대분화로 유명한데, 이때 화산 폭발 지수 6에 달했으며 지구의 기온이 몇 도나 낮아졌다고 한다. 러시아에서는 대기근이 몰아닥쳐 약 127,000명이 사망하였다. 이를 합해 지구에서 약 200만명이 사망한 것으로 알려져 있다. 후아이나푸티나 산의 1600년의 대분출은 사상 최악의 화산 폭발 중 하나로 기록되고 있다. 위치는 우비나스 산에서 얼마 떨어지지 않은 남쪽에 위치했다.